# Клины (Судогодский район)
Клины — деревня в Судогодском районе Владимирской области, входит в состав Головинского сельского поселения.

## География
Деревня расположена на берегу реки Каменка при впадении в неё речки Высокуша в 12 км на восток от центра поселения посёлка Головино и в 18 км на запад от райцентра города Судогда. 

## История
В писцовых книгах монастырских и церковных земель Владимирского уезда 1637—1647 годов в составе Александровского прихода упоминаются две деревни Клин большой и Клин малый, в них числилось 3 двора крестьянских и 3 бобыльских. 
В конце XIX — начале XX века деревня входила в состав Авдотьинской волости Судогодского уезда, с 1926 года — в составе Александровской волости Владимирского уезда. В 1859 году в деревне числилось 27 дворов, в 1905 году — 43 дворов, в 1926 году — 55 хозяйств и с/х кооператив.
С 1929 года деревня входила с состав Сойменского сельсовета Судогодского района, с 2005 года — в составе Головинского сельского поселения.

## Население
| 1859 | 1905 | 1926 |
| ---- | ---- | ---- |
| 187  | 217  | 277  |

| 1859 | 1905 | 1926 | 2002 | 2010 | 2021 |
| ---- | ---- | ---- | ---- | ---- | ---- |
| 187  | ↗217 | ↗277 | ↘34  | ↘14  | →14  |